# Grand Prix schansspringen 2012
De Grand Prix schansspringen 2012 ging op 20 juli 2012 van start in het Poolse Wisła en eindigde op 3 oktober 2012 in het Duitse Klingenthal. De Grand Prix voor mannen bestond dit seizoen uit negen individuele wedstrijden en één wedstrijd voor landenteams. De Duitser Andreas Wank wist de Grand Prix op zijn naam te schrijven bij de mannen, bij de vrouwen ging de eindzege naar de Japanse Sara Takanashi.
Voor het eerst stonden er ook wedstrijden voor vrouwen (vier) op het programma, daarnaast was er ook de primeur voor de gemengde landenwedstrijd (twee).

## Mannen

### Kalender
| Datum      | Plaats       | Schans | Opmerking  | Eerste                                                        | Tweede                                                | Derde                                                                      |
| ---------- | ------------ | ------ | ---------- | ------------------------------------------------------------- | ----------------------------------------------------- | -------------------------------------------------------------------------- |
| 20/07/2012 | Wisła        | HS134  | Team Avond | Slovenië Jurij Tepeš Robert Hrgota Peter Prevc Robert Kranjec | Polen Piotr Żyła Kamil Stoch Dawid Kubacki Maciej Kot | Duitsland Andreas Wank Maximilian Mechler Michael Neumayer Richard Freitag |
| 21/07/2012 | Wisła        | HS134  |            | Maciej Kot                                                    | Simon Ammann                                          | Wolfgang Loitzl                                                            |
| 15/08/2012 | Courchevel   | HS132  |            | Reruhi Shimizu                                                | Andreas Wank                                          | Tom Hilde                                                                  |
| 19/08/2012 | Hinterzarten | HS108  |            | Andreas Wank                                                  | Reruhi Shimizu                                        | Lukáš Hlava                                                                |
| 25/08/2012 | Hakuba       | HS131  | Avond      | Andreas Wank                                                  | Simon Ammann                                          | Noriaki Kasai                                                              |
| 26/08/2012 | Hakuba       | HS131  |            | Andreas Wank                                                  | Jurij Tepeš                                           | Dawid Kubacki                                                              |
| 22/09/2012 | Almaty       | HS140  |            | Jurij Tepeš                                                   | Anders Fannemel                                       | Tom Hilde                                                                  |
| 23/09/2012 | Almaty       | HS140  |            | Taku Takeuchi                                                 | Jurij Tepeš                                           | Anders Bardal                                                              |
| 30/09/2012 | Hinzenbach   | HS94   |            | Maciej Kot                                                    | Severin Freund                                        | Taku Takeuchi                                                              |
| 03/10/2012 | Klingenthal  | HS140  |            | Severin Freund                                                | Taku Takeuchi                                         | Thomas Morgenstern                                                         |

### Eindklassement
| #  | Atleet         | Land | Punten |
| -- | -------------- | ---- | ------ |
| 1  | Andreas Wank   | GER  | 449    |
| 2  | Jurij Tepeš    | SLO  | 378    |
| 3  | Taku Takeuchi  | JPN  | 352    |
| 4  | Reruhi Shimizu | JPN  | 327    |
| 5  | Maciej Kot     | POL  | 310    |
| 6  | Simon Ammann   | SUI  | 305    |
| 7  | Tom Hilde      | NOR  | 238    |
| 8  | Dawid Kubacki  | POL  | 218    |
| 9  | Severin Freund | GER  | 180    |
| 10 | Yuta Watase    | JPN  | 163    |

## Vrouwen

### Kalender
| Datum      | Plaats       | Schans | Opmerking | Eerste              | Tweede            | Derde                      |
| ---------- | ------------ | ------ | --------- | ------------------- | ----------------- | -------------------------- |
| 15/08/2012 | Courchevel   | HS96   |           | Alexandra Pretorius | Daniela Iraschko  | Jacqueline Seifriedsberger |
| 17/08/2012 | Hinterzarten | HS108  |           | Daniela Iraschko    | Sara Takanashi    | Carina Vogt                |
| 22/09/2012 | Almaty       | HS106  |           | Sara Takanashi      | Katja Požun       | Alexandra Pretorius        |
| 23/09/2012 | Almaty       | HS106  |           | Sara Takanashi      | Irina Avvakoemova | Alexandra Pretorius        |

### Eindklassement
| #  | Atleet                     | Land | Punten |
| -- | -------------------------- | ---- | ------ |
| 1  | Sara Takanashi             | JPN  | 312    |
| 2  | Alexandra Pretorius        | CAN  | 249    |
| 3  | Daniela Iraschko           | AUT  | 180    |
| 4  | Carina Vogt                | GER  | 154    |
| 5  | Irina Avvakoemova          | RUS  | 148    |
| 6  | Katja Požun                | SLO  | 145    |
| 7  | Maja Vtić                  | SLO  | 118    |
| 8  | Ayumi Watase               | JPN  | 116    |
| 9  | Jacqueline Seifriedsberger | AUT  | 110    |
| 10 | Ulrike Gräßler             | GER  | 106    |

## Gemengd

### Kalender
| Datum      | Plaats       | Schans | Opmerking | Eerste                                                                                       | Tweede                                                                | Derde                                                                               |
| ---------- | ------------ | ------ | --------- | -------------------------------------------------------------------------------------------- | --------------------------------------------------------------------- | ----------------------------------------------------------------------------------- |
| 14/08/2012 | Courchevel   | HS96   | Team      | Japan Yuki Ito Sara Takanashi Noriaki Kasai Yuta Watase                                      | Duitsland Katharina Althaus Ulrike Gräßler Pascal Bodmer Andreas Wank | Oostenrijk Jacqueline Seifriedsberger Daniela Iraschko David Zauner Michael Hayböck |
| 18/08/2012 | Hinterzarten | HS108  | Team      | Oostenrijk Jacqueline Seifriedsberger Daniela Iraschko Michael Hayböck Gregor Schlierenzauer | Japan Sara Takanashi Kaori Iwabuchi Reruhi Shimizu Yuta Watase        | Duitsland Ulrike Gräßler Carina Vogt Richard Freitag Andreas Wank                   |